# Flirtcamp
Flirtcamp ist ein deutscher Fernsehfilm aus dem Jahr 2012. Der Film wurde vom 3. bis 25. Mai in Berlin und Marokko gedreht. Seine Erstausstrahlung hatte er am 10. Januar 2012. Dabei wurde er von 1,62 Mio. Zuschauern gesehen, was einem Marktanteil von etwa fünf Prozent entsprach.

## Handlung
Die beiden Unternehmer Katja und Mike halten die Idee eines Flirtcamps für genial. Sie wollen sich als Flirtexperten selbstständig machen, um für fremde Menschen den Partner fürs Leben zu finden. Dabei sind sie weniger kapitalstark als naiv, weswegen sie diese umsetzen wollen. Mit viel fremdem Geld wird ein Werbespot gedreht und mit noch mehr fremdem Geld ein gutes Hotel angemietet. Die zahlungskräftige Kundschaft wird schon irgendwann nach Marokko kommen. Unglücklicherweise besteht der Massenandrang aus lediglich sechs Personen, von denen sich zwei auch noch kennen. Es ist das geschiedene Ex-Ehepaar Nina und Hajo.
Der Trip wurde von ihren beiden Kindern eingefädelt, damit sie sich wieder versöhnen. Stattdessen giften sich beide permanent nur an, schließlich hatte sie nach der Scheidung von dem Anwalt geschworen nie wieder etwas mit der Männerwelt anzufangen. Auch die anderen Teilnehmer haben so manche Probleme mit dem Aufenthalt. Die seltsamen Methoden der Flirtexperten scheinen erst zu funktionieren, als sich die Gruppe allein auf sich gestellt in der Wüste befindet.

## Kritiken
„Anspruchslos unterhaltsame romantische (Fernseh-)Komödie ohne sonderliche Tiefen und Überraschungen.“

„Die typische Sat.1-Komödie, nur in exotischen Kulissen: Vorhersehbar? Aber ja. Übertrieben? Und wie. Und doch: Der augenzwinkernde Spaß von Oliver Dommenget […] amüsiert mit einem gut gelaunten Ensemble und nimmt Araber-Klischees aufs Korn. Fazit: Hirn abschalten, Sonne reinlassen“

„[…] einer leicht bizarren, leise romantischen Komödie. […] Was folgt ist ein Lustspiel mit turbulenten Missverständnissen, bissig-witzigen Wortgefechten und einer Prise Melancholie.“